# Perumyialossa embiaphaga
Perumyialossa embiaphaga là một loài ruồi trong họ Tachinidae.